# Онслоу, Уильям, 6-й граф Онслоу
Уильям Артур Бэмпфилд Онслоу, 6-й граф Онслоу (англ. William Arthur Bampfylde Onslow, 6th Earl of Onslow; 11 июня 1913 — 3 июня 1971) — британский пэр, политик и офицер. Он носил титул учтивости — виконт Крэнли с 1913 по 1945 год.

## Происхождение и образование
Родился 11 июня 1913 года. Единственный сын Ричарда Уильяма Алана Онслоу, 5-го графа Онслоу (1876—1945), и Вайолет Марсии Кэтрин Уорвик Бэмпфилд (? — 1954), дочери Коплстоуна Бэмпфилда, 3-го барона Полтимора. Он получил образование в Винчестерском колледже и Королевском военном колледже в Сандхерсте.

## Военная карьера
После учебы в Сандхерсте Уильям Онслоу был назначен вторым лейтенантом лейб-гвардии в 1934 году. В 1938 году он был произведен в лейтенанты. Во время Второй мировой войны виконт Крэнли был переведен в 4-й лондонский йоменский полк. За своё участие в операции «Крестоносец» Уильям Онслоу он был награжден Военным крестом и получил чин майора. Во время Нормандской операции 1944 года он исполнял обязанности подполковника и командовал полком в сражении при Виллер-Бокажа. Его подразделение было атаковано Михаэлем Виттманом из Ваффен СС. Позднее он попал в плен к немцам и находился в плену до конца войны. В 1961 году он опубликовал отчет о своей военной службе «Люди и песок».

## Политика
Уильям Онслоу был консерватором и входил в состав Совета Лондонского графства. С 1949 по 1952 год он был членом Совета графства Суррей.
В июне 1945 года после смерти своего отца Уильям Онслоу титулы своего отца и место в Палате лордов и был помощником главного консервативного кнута в палате с 1951 по 1960 год. Позднее он покинул консервативную партию, присоединившись к либералам в 1965 году.
Лорд Онслоу был награжден Ордена Святого Иоанна 8 июля 1947 года и Орденом Британской Империи 31 октября 1960 года.

## Территориальная армия
После окончания войны лорд Онслоу продолжил нести военную службу в Территориальной армии в составе 3-го/4-го йоменских полка Лондонского графства. 1 мая 1947 года он был произведен в подполковники. 21 апреля 1950 года он был награжден территориальной наградой. В июне 1951 года он был переведен в офицерский резерв территориальной армии. В ноябре 1951 года он назначен капитаном йоменской гвардии. В июне 1956 года ему был пожалован чин полковника 3-го/4-го йоменского полка Лондонского графства. В качестве капитана йоменской гвардии он принял участие в похоронах короля Георга VI и коронация королевы Елизаветы II.

## Семья
4 августа 1936 года лорд Онслоу женился на Памеле Луизе Элеоноре Диллон (26 августа 1915 — 14 апреля 1992), единственной дочери Эрика Диллона, 19-го виконта Диллона (1881—1946). У супругов было двое детей:
- Майкл Уильям Коплстоун Диллон Онслоу, 7-й граф Онслоу (28 февраля 1938 — 14 мая 2011)
- Леди Тереза Лоррейн Онслоу (род. 26 февраля 1940), в 1961 году вышедшая замуж за писателя Оберона Во[16], старшего сына Эвелин Во.

Уильям Онслоу развелся со своей женой в 1962 году и позже в том же году женился вторым браком на Нине Эдит Джо Стёрди (? — 28 ноября 2006), дочери Томаса Персиваля Стёрди.
Граф Онслоу скончался в 1971 году в возрасте 57 лет в графстве Суррей, и ему наследовал его единственный сын Майкл.